# Alypophanes iridocosma
Alypophanes iridocosma is een vlinder uit de familie van de uilen (Noctuidae). De wetenschappelijke naam van de soort en van het geslacht Alypophanes werden in 1908 gepubliceerd door de Australische arts en amateur-entomoloog Alfred Jefferis Turner. Het type werd aangetroffen in Kuranda in het noorden van Queensland in Australië. Het epitheton iridocosma is volgens Turner afgeleid van het Griekse iridokosmos, gestreept of gevlekt. Alypophanes betekent "vrolijke verschijning".